# Argostemma oblongum
Argostemma oblongum är en måreväxtart som beskrevs av George King. Argostemma oblongum ingår i släktet Argostemma och familjen måreväxter. Inga underarter finns listade i Catalogue of Life.